# Pour faire une chanson (spectacle)
Tournées par Dorothée
Dorothée tambour battant / Dorothée au royaume de Diguedondaine On va faire du cinéma
Pour faire une chanson est un spectacle musical interprété par l'animatrice et chanteuse française Dorothée.
Présenté de 1983 à 1985, Pour faire une chanson est le spectacle de Dorothée à la plus grande longévité.

## Caractéristiques
Le spectacle fut proposé gratuitement en tournée d’été 1983 pour 48 représentations, lors du "Podium RMC" présenté par Jean-Pierre Foucault et avec la participation de Carlos.
Il fut ensuite joué à Paris, au Champ de Mars du 22 décembre 1983 au 4 janvier 1984 en partenariat avec Europe 1.
Cette comédie musicale était constituée de 4 chansons du répertoire de Dorothée ainsi que de 6 chansons inédites créées spécialement par Jean-François Porry et Gérard Salesses pour en raconter l'histoire.
Elle est filmée en 1985 à Genève par la TSR.

## Synopsis
L'histoire est celle de Malivus, un terrible magicien qui jette un sort sur le Théâtre des étoiles : Cet ancien employé de M. Jacky se venge ainsi de son ex-patron en condamnant le théâtre à disparaître car aucun spectacle ne peut y être joué...C'est alors que Dorothée arrive pour sauver la petite troupe de comédiens. Elle fredonne "Pour faire une chanson" qui devient le point de départ d'une nouvelle comédie musicale qui va faire revivre le vieux théâtre....
Rires, danses, chansons inédites et sketches rythment le spectacle pendant plus d'une heure.

## Informations
| Personnes sur scène                                                                               | | |
| Interprète : - Dorothée Musique : - Gérard Salesses Scénario et dialogues : - Jean-François Porry | RecréAmis : - Ariane Carletti (la ballerine, 1983) - Michèle Hermet (la ballerine, 1985) - Jacky (le directeur) - Alain Chaufour (Lino) - Jean-Jacques Chardeau (le tragédien) | Chorégraphie : - Chris Georgiadis Costumes : - Roberto Rosselo Tournage émission TSR - Marcel Apotheloz (production) - Serge Minkoff (réalisation) |

## Liste des titres
1. Rox et Rouky (Les Petits Ewoks pour les concerts de 1985)
2. Pour faire une chanson
3. On pourra chanter
4. Faut ranger
5. Quand on le veut vraiment
6. Dorothée Tamouré
7. La Répétition
8. Le Groupe
9. Bonsoir Messieurs Dames
10. Pour faire une chanson (final)
11. Hou ! La menteuse

## Concerts
| Date                               | Ville                  |
| ---------------------------------- | ---------------------- |
| juillet et août 1983               | Tournee RMC (48 galas) |
| 22 décembre 1983 au 4 janvier 1984 | Champ-de-Mars (Paris)  |